# 무사시 능묘지

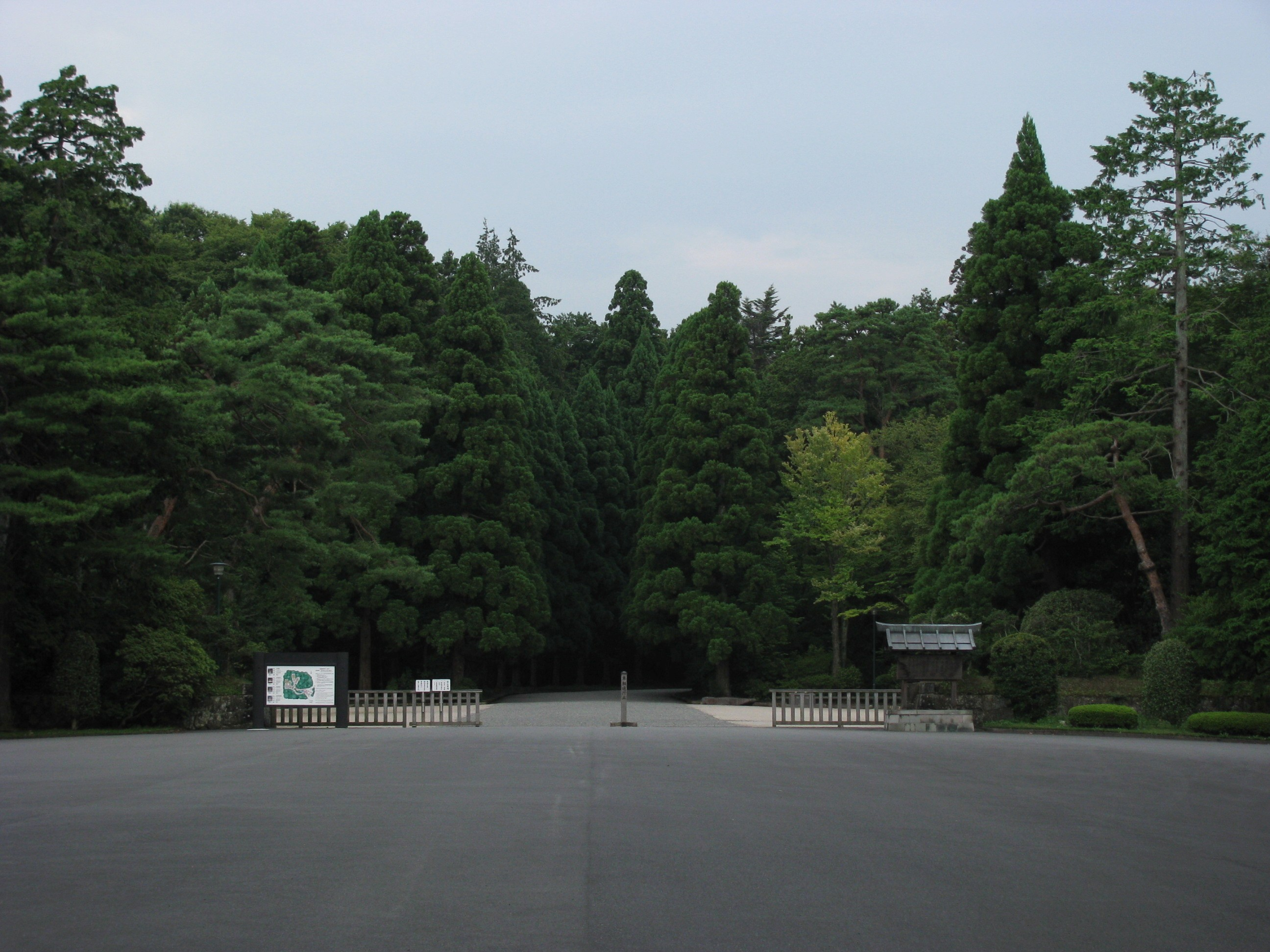
무사시 능묘지의 입구 근처.

무사시 능묘지(武蔵陵墓地)는 일본 도쿄도 하치오지시에 위치한 천황릉이다. 다이쇼 천황·데이메이 황후·쇼와 천황·고준 황후 등 네 명의 능이 있다. 쇼와 천황이 붕어하기 전에는 다이쇼 천황의 능호를 따서 다마 어릉(多摩御陵)이라고 했다. 일본 궁내청 서릉부에서 관리하고 있다.
지진을 고려해 지반이 강하고 다마의 요코야마촌이라는 『만엽집』의 글귀 등을 이유로 1927년 요코야마촌이 다이쇼 천황의 능묘지로 선정됐다. 후세 천황들도 이곳에 안장하기 위해 주변의 땅을 사들여서 지금은 행정구역상 요코야마촌이 폐지되고 나가부사정, 도도리정 등에 걸쳐 있다. 아직 부지 내에는 농가, 사원, 민가의 묘소가 있으며 이전을 위한 교섭이 꾸준히 이어지고 있다.
정문에서 능까지는 약 400미터 정도이며 교토에서 삼나무 150여 그루를 옮겨와서 심어 놓았다.

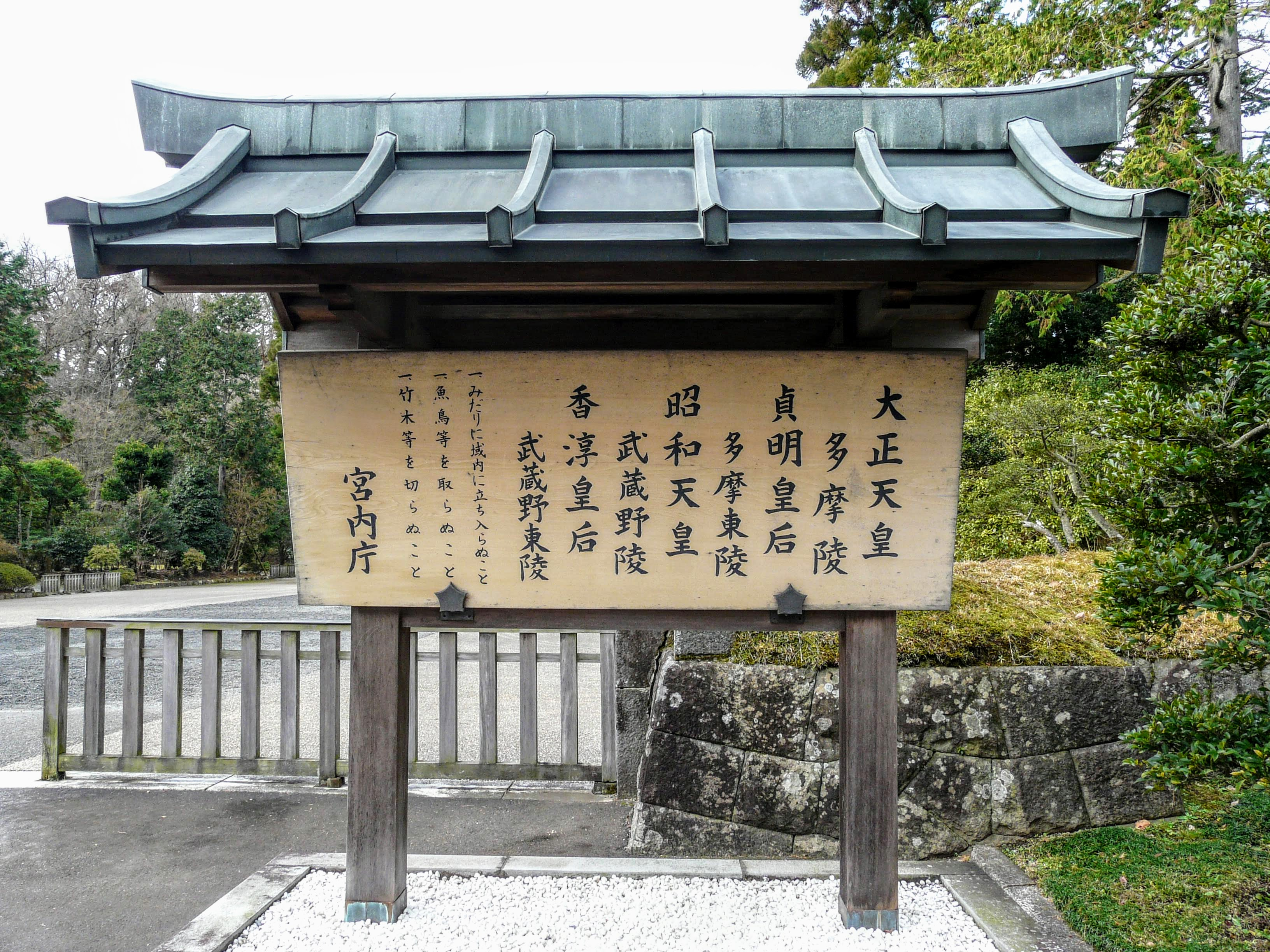
능묘지 입구에 위치한 안내판
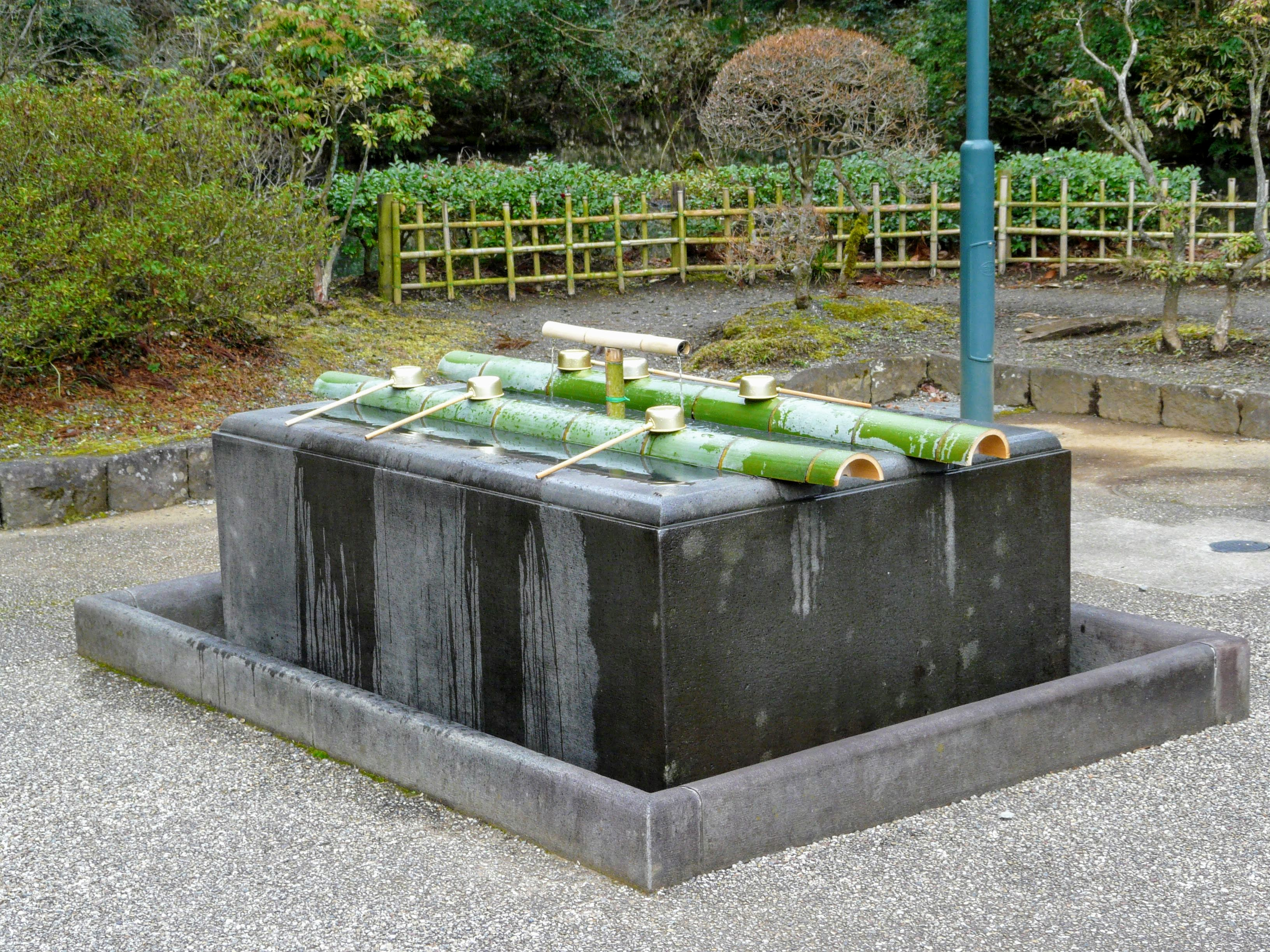
손을 씻는 곳
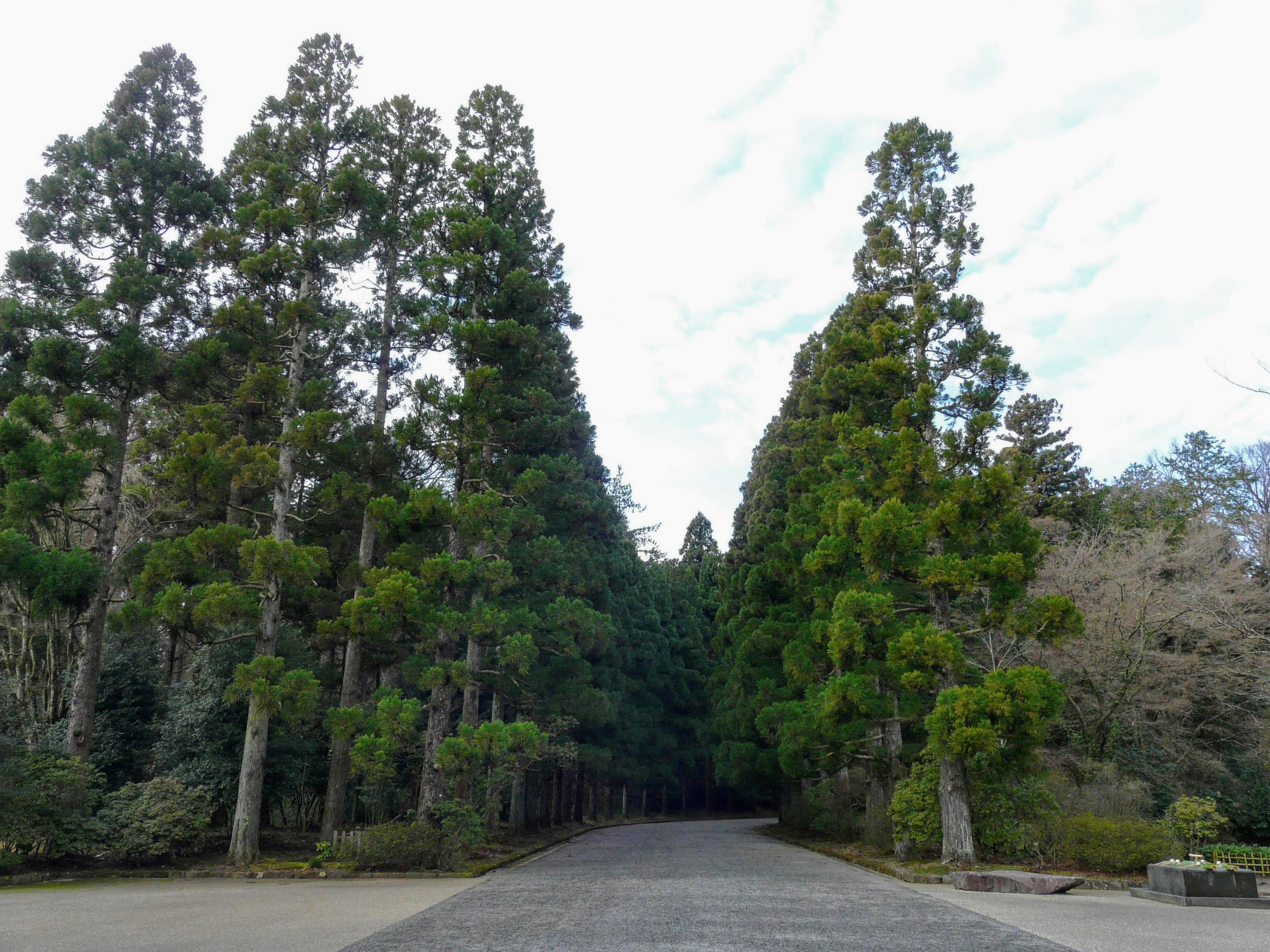
삼나무 가로수

## 다마 능
다마 능(多摩陵 다마노미사사기[*])은 다이쇼 천황의 능이다. 1926년(다이쇼 15년) 12월 25일 천황이 붕어한 뒤 1927년(쇼와 2년) 2월 7일 신주쿠 교엔에서 대상례를 거행한 후 다음 날 매장됐다. 1월 3일에는 히에 신사의 궁사가 주관하여 지진제를 지냈다.
5월 2일 기공하여 12월 23일 준공했다. 능역의 면적은 2,500평방미터로 천황이 생전에 좋아했던 분재나 식재 등이 심어져 있다. 봉분의 형식은 아버지인 메이지 천황의 후시미모모야마 능을 참고했으며 능의 형태는 남향하는 상원하방분이지만 전방후원분의 형태도 가지고 있다.
능호는 『속일본후기』, 『일본영이기』, 『만엽집』 등에 등장하는 다마의 요코야마에서도 언급되는 무사시국 다마군에서 따왔다.
능의 정면에 황족배소가, 계단 아래에 특별배소가, 다시 그 아래에 일반배소가 있다. 배소에는 도리이가 있는데 특별배소만 설치되어 있지 않다.

## 다마 동릉
다마 동릉(多摩東陵 다마노히가시노미사사기[*])은 데이메이 황후의 능이다. 1951년(쇼와 26년) 5월 17일 붕어한 뒤 6월 22일 대상례를 거행하고 묘소에 매장했다.
9월 10일 기공하여 다음 해 5월 1일 준공했는데 능역의 면적은 1,800평방미터고 황후가 생전에 좋아했던 매실나무나 복숭아 등 50여 종의 식물을 식재했다. 능의 형태는 상원하방분으로 일반배소에 단이 없다는 점을 제외하면 다마 능과 구조가 거의 비슷하다.

## 무사시노 능
무사시노 능(武藏野陵 무사시노미사사기[*])은 쇼와 천황의 능이다. 1989년(쇼와 64년) 1월 7일 붕어하자 2월 24일 대상례를 거행한 뒤 매장했다. 같은 달 27일에 무사시노 능으로 명명했고 이때부터 다마 어릉이라 불리던 능묘지가 무사시 능묘지로 불리기 시작했다.
4월 17일 기공하여 1990년(헤이세이 2년) 1월 6일 준공했는데 능역의 면적은 2,500평방미터로 생전에 좋아했던 벚꽃이나 메타세쿼이아 등 55여 종이 식재되어 있다. 능의 형태는 상원하방분으로 다마 능의 북동쪽에 있다. 일반배소에 단이 없다는 점을 빼면 다마 능과 구성이 거의 동일하다.

## 무사시노 동릉
무사시노 동릉(武藏野東陵 무사시노히가시노미사사기[*])은 고준 황후의 능이다. 2000년(헤이세이 12년) 6월 16일 붕어하여 7월 25일 대상례를 진행하고 매장됐다.
9월 25일 능을 기공하여 다음 해 6월 15일 준공했다. 능역의 면적은 1,800평방미터로 생전에 좋아했던 복숭아, 장미 등 40여 종의 식물을 식재했다. 능의 형태는 상원하방분으로 무사시노 능과 구성은 거의 비슷하다.

## 같이 보기
- 후시미모모야마 능
- 천황릉